# American Comedy Awards
Gli American Comedy Awards sono stati un gruppo di premi assegnati annualmente negli Stati Uniti che riconoscevano le performance e gli attori nel campo della commedia.

## Categorie
- Miglior film commedia
- Miglior attore in una commedia
- Miglior attrice in una commedia
- Miglior attore non protagonista in una commedia
- Miglior attrice non protagonista in una commedia
- Migliore sceneggiatura comica
- Miglior regista di commedie
- Miglior produttore di commedie (dal 1996 al 2008, dal 2012 al 2014)
- Attore/attrice più divertente

## Nella cultura di massa
Popolarmente, per un comico, vincere un American Comedy Award è considerato simbolo di vera bravura. Infatti, di questo premio sono stati insigniti i più grandi attori comici, come Jack Lemmon, Robin Williams, Jerry Lewis, Dean Martin, Whoopi Goldberg e molti altri. 